# 이자
이자(利子, 문화어: 리자, 영어: interest)는 경제학 및 법률 용어로서 원본인 유동자본(화폐)의 대부로부터 발생하는 수익으로서, 원본액과 사용기간에 비례하여 일정한 이율에 따라 지급되는 금전 기타의 대체물을 의미한다. 즉, 빌린 돈에 대한 사용료라고 볼 수 있다. 길미, 변리(邊利), 변(邊), 이금(利金), 이문(利文)이라고도 한다.
원본채권의 이행기까지의  사용의 대가(代價)로서 받는 금전 기타의 물건이 법정과실이며(101조 2항), 차임등은 이자가 아니다. 
기본적 이자채권은 그 발생, 소멸, 처분에서 원본채권과 운명을 같이 하나, 이미 변제기에 도달한 지분적 이자채권은 원본채권과 
분리하여 양도할 수 있다.   
돈을 빌렸을 때 원금의 일정 비율인 이자를 지급해야 하고, 원금과 이자를 합친 금액을 빌려준 사람에게 갚아야 한다. 특정 기간(통상적으로 한달 혹은 1년)동안 원금을 사용하는 대가로 지급해야 하는 원금의 비율을 '이자율'이라고 한다.

## 이자율
이자율은 증권의 종류, 만기, 위험특성 등에 따라 다르게 결정된다.

### 이자율의 기간구조
이자는 현물이자와 선물이자로 나뉜다. 현물이자는 대출 계약을 현재에 하고 대출 또한 현재의 이자이다. 선물이자는 대출 계약을 현재에 하고 대출은 현재가 아닌 미래에 이행될 때의 이자이다. 그러나 이자율은 서로 차이가 있다. 이자율의 기간구조 이론은 증권의 종류, 만기, 위험특성 등이 모두 같을 때 기간에 따른 이자율이 어떻게 결정되는 지에 관한 이론이다.

## 화폐이자
금융기관에 예금한 경우, 그 예금에 대하여 이자가 지불되는데 개인이 수취하는 그 이자를 화폐이자라 한다. 국민소득 계정에서 화폐이자라 할 경우는 개인 이자 소득을 구성하는 것으로, 화폐이자 외에 귀속이자(歸屬利子)가 있다. 재정경제부가 화폐이자를 산출하는 방법은 전국의 은행·국민은행 등 각종 금융기관의 손익 계산자로부터 예저금(預貯金)의 지불 이식을 구하여 법인별 예저금잔고 등을 기초로 개인분의 예금이자를 추산, 여기에 유가증권 이식(국채·사업채 이자)의 개인분을 합쳐서 산출하는 것이다.

## 우대 금리
우대금리(prime rate)란 은행이 신용도가 제일 우수한 거래 기업에 융자해줄 때 적용하는 이자율이다. ‘최우량기업 대출금’이라고도 하는 이 우대금리는 최우량 기업에 대한 특별 금리로서 기업·가계대출 금리의 하한선인 동시에 기준이 된다. 우대금리의 인상이나 인하는 시장 상황을 보고 자율적으로 결정하는 것 같지만 실제로는 미국의 대형 은행들이 변경하면 다른 은행들이 뒤따르는 형식을 취한다.

## 문화
이슬람에선 대가없이 벌어들여지기 때문에 노동의 가치가 폄하되어 자본을 필요로 하는 분야에의 투자를 감소시킨다고 보아 이자를 하람이라 한다. 가톨릭을 믿던 유럽에서는 가톨릭에서 이자를 금지하고 있다는 이유로 고리대금업을 금지했는데 이 일을 가톨릭교도 대신 했던 이들이 유대인들이었다. 이런 모습은 셰익스피어의 《베니스의 상인》에서 드러나는데, 유대인 샤일록은 이자로 주인공 안토니오의 살을 요구하면서 자신의 잔인함을 드러낸다. 셰익스피어는 말로우의 《몰타의 유대인》에 영향을 받아 《베니스의 상인》을 통해 당시 만연해 있던 반유대주의 정서를 잘 드러내면서 유대인의 경제적 위치에 대한 비판을 하고자 했다.

## 같이 보기
- 신용평가사
- 피셔 방정식
- 약속어음